# Assemini
Assemini (Assèmini em Sardo) é uma comuna italiana da região da Sardenha, em cidade metropolitana de Cagliari, com cerca de 26.939 habitantes. Estende-se por uma área de 117 km², tendo uma densidade populacional de 229,27 hab/km². Faz fronteira com Cagliari, Capoterra, Decimomannu, Elmas, Nuxis, San Sperate, Santadi, Sarroch, Sestu, Siliqua, Uta, Villa San Pietro.

## Demografia
| Variação demográfica do município entre 1861 e 2011                               |
|                                                                                   |
| Fonte: Istituto Nazionale di Statistica (ISTAT) - Elaboração gráfica da Wikipedia |